# James Bassham
James Alan Bassham (26 de noviembre de 1922-19 de noviembre de 2012) fue un científico estadounidense conocido por su trabajo sobre la fotosíntesis.
Él recibió un B.S. grado en química en 1945 de la Universidad de California y su Ph.D. se graduó en 1949. Sus estudios de posgrado se centraron en el tema de la neutralidad de carbono durante la fotosíntesis, trabajando con Melvin Calvin en el Grupo de Química Bio-Orgánica del Laboratorio Nacional Lawrence Berkeley en la Universidad de California. Descubrió, con Melvin Calvin y Andrew Benson, el ciclo de la fase oscura. Continuó su trabajo como Director Asociado de este grupo.
Además de su trabajo sobre el ciclo básico de reducción de carbono de la fotosíntesis, Bassham realizó una investigación sobre los caminos biosintéticos que van desde el ciclo hasta la termodinámica y la cinética de los caminos de carbono y los factores que controlan el flujo de material y energía en esta red metabólica. Es coautor (con Melvin Calvin) de «El camino del carbono en la fotosíntesis». Murió el 19 de noviembre de 2012.